# Cystobia intestinalis
Cystobia intestinalis is een soort in de taxonomische indeling van de Myzozoa, een stam van microscopische parasitaire dieren. Het organisme komt uit het geslacht Cystobia en behoort tot de familie Urosporidae. Cystobia intestinalis werd in 1913 ontdekt door Ssokoloff.